# Europäischer Ausrichtungs- und Garantiefonds für Landwirtschaft
Der EAGFL (Europäischer Ausrichtungs- und Garantiefonds für Landwirtschaft) war bis zum Ende des Jahres 2006 ein Fonds zur Finanzierung der Gemeinsamen Agrarpolitik (GAP) der EU. Er war neben dem Europäischen Fonds für regionale Entwicklung (EFRE), dem Europäischen Sozialfonds (ESF) und dem Finanzinstrument für die Ausrichtung der Fischerei (FIAF) einer der sog. „Strukturfonds“ im Sinne der Verordnung (EG) Nr. 1260/1999 des Rates vom 21. Juni 1999 mit allgemeinen Bestimmungen über die Strukturfonds. Er wurde 1962 mit der Verordnung Nr. 25 der EWG ins Leben gerufen. Der Umfang des EAGFL machte zuletzt rund die Hälfte des Haushaltes der Europäischen Union aus. So machte der EAGFL allein im Haushaltsjahr 2004 rund 43,6 Milliarden Euro der 91,8 Milliarden umfassenden Ausgaben der EU aus. Er bestand aus zwei Abteilungen, der Abteilung Garantie und der Abteilung Ausrichtung, wobei ersterer – mit beispielsweise 38,2 Milliarden Euro im Haushaltsjahr 2004 – den Großteil der Finanzmittel des EAGFL bindet.

Mit dem Beginn des Jahres 2007 begann eine neue Förderperiode.
Die neue Verordnung (EG) Nr. 1290/2005 des Rates vom 21. Juni 2005 regelt nun die Finanzierung der Gemeinsamen Agrarpolitik.
Einige dieser Bestimmungen gelten bereits ab 16. Oktober 2006. Infolgedessen wurde der EAGFL aufgeteilt in den Europäischen Landwirtschaftsfonds für die Entwicklung des ländlichen Raums (ELER) und den Europäischen Garantiefonds für die Landwirtschaft (EGFL).

## Abteilung Garantie
Die Abteilung Garantie war für die Finanzierung folgender Bereiche zuständig:
- Erstattung bei Ausfuhr in Drittländer
- Interventionen zur Regulierung der Agrarmärkte
- Unterstützung von Veterinärmaßnahmen und -kontrollen
- Überwachung und Bekämpfung von Tierseuchen und Pflanzenschutzmaßnahmen
- Maßnahmen zur Information über die GAP
- Maßnahmen zur ländlichen Entwicklung

Sie wurde durch den EGFL abgelöst.

## Abteilung Ausrichtung
Die Abteilung Ausrichtung war für sonstige Ausgaben im Bereich der ländlichen Entwicklung in weniger gut entwickelten Regionen zuständig, z. B. die Förderung nach LEADER. Sie wurde durch den ELER abgelöst.

## Entwicklung der landwirtschaftlichen Garantiefonds 1973–1980 in ERE
| Jahr | EAGFL-Garantie brutto | Milch         | Rindfleisch   | Getreide      | Ausfuhrerstattungen | Abschöpfungen und Abgaben |
| ---- | --------------------- | ------------- | ------------- | ------------- | ------------------- | ------------------------- |
| 1973 | 3,93 Mrd. ERE         | 1,58 Mrd. ERE | 0,02 Mrd. ERE | 1,05 Mrd. ERE | 1,44 Mrd. ERE       | 0,54 Mrd. ERE             |
| 1976 | 5,59 Mrd. ERE         | 2,28 Mrd. ERE | 0,62 Mrd. ERE | 0,65 Mrd. ERE | 1,47 Mrd. ERE       | 1,17 Mrd. ERE             |
| 1979 | 10,44 Mrd. ERE        | 4,53 Mrd. ERE | 0,75 Mrd. ERE | 1,56 Mrd. ERE | 4,73 Mrd. ERE       | 2,14 Mrd. ERE             |
| 1980 | 11,50 Mrd. ERE        | 4,93 Mrd. ERE | 1,38 Mrd. ERE | 1,65 Mrd. ERE | 5,60 Mrd. ERE       | 2,22 Mrd. ERE             |

Vergleich Stand: 1980: 1 Europäische Rechnungseinheit (ERE) = 2,50 DM = umgerechnet 1,28 Euro 

Quelle: Das Parlament Nr. 27/1981 vom 4. Juli 1981

## IT-Sicherheit
Die Kommission hat im März 2005 ihre Kriterien für eine ordnungsgemäße Abwicklung der Finanzmittel mit einer neuen Verordnung verschärft. Die Zahlstellen der Bundesländer haben ab 2008 für die Sicherheit der IT-Systeme einen international anerkannten Standard anzuwenden. Für die Umsetzung der Verordnung haben sich die Bundesländer auf die Anwendung des IT-Grundschutzhandbuchs des Bundesamtes für Sicherheit in der Informationstechnik (BSI) verständigt.